# Ziquita
Gilberto de Souza Costa, más conocido futbolísticamente como Ziquita, (n. Caratinga (Minas Gerais), Brasil, 5 de febrero de 1953) es un exfutbolista brasileño, jugaba de delantero y militó en diversos clubes de Brasil y Chile (único país donde jugó en el extranjero).

## Trayectoria
Comenzó su carrera en 1973 en el Democrata donde jugó hasta el primer semestre de 1975. En el segundo semestre de ese mismo año, Ziquita pasó al Comercial (club donde tuvo 2 pasos, siendo el primero el más extenso, ya que estuvo un año). Luego emigró al Atlético Mineiro, donde jugó solo un semestre y después en 1977, volvió nuevamente al Comercial, esta vez para jugar un semestre. En el segundo semestre de 1977, fichó por el Guaraní, donde jugó solamente una temporada y en el segundo semestre de 1978, fue traspasado al Athletico Paranaense, donde también jugó una temporada. En 1979, Ziquita fichó por el modesto Noroeste, donde estuvo solamente un semestre y en 1980, tuvo su única experiencia en el extranjero, al fichar por el modesto Coquimbo Unido de Chile, donde en el torneo de Primera División de ese año, jugó 23 partidos y anotó 4 goles. En 1981 volvió a su país y específicamente, al club que lo formó como jugador, el modesto Democrata. En 1982, el delantero fichó por el modesto Blumenau, donde estuvo por 2 años y en 1984, fichó por el también modesto Sobradinho, equipo en donde se retira del fútbol.

## Clubes
| Club                 | País   | Año       |
| -------------------- | ------ | --------- |
| Democrata            | Brasil | 1973-1975 |
| Comercial            | Brasil | 1975-1976 |
| Atlético Mineiro     | Brasil | 1976      |
| Comercial            | Brasil | 1977      |
| Guaraní              | Brasil | 1977-1978 |
| Athletico Paranaense | Brasil | 1978-1979 |
| Noroeste             | Brasil | 1979      |
| Coquimbo Unido       | Chile  | 1980      |
| Democrata            | Brasil | 1981      |
| Blumenau             | Brasil | 1982-1983 |
| Sobradinho           | Brasil | 1984      |